# Liste des monuments historiques de Saint-Denis (La Réunion)
Cet article recense les bâtiments protégés au titre des monuments historiques de Saint-Denis de La Réunion, en France.

## Liste
| Monument                                                                   | Adresse                                                            | Coordonnées                          | Notice                        | Protection     | Date      | Illustration                                                               |
| -------------------------------------------------------------------------- | ------------------------------------------------------------------ | ------------------------------------ | ----------------------------- | -------------- | --------- | -------------------------------------------------------------------------- |
| Ancienne prison Juliette-Dodu                                              |                                                                    | 20° 52′ 52″ sud, 55° 27′ 03″ est     | « PA97400150 »                | Inscrit        | 2019      | Ancienne prison Juliette-Dodu                                              |
| Lazarets de la Grande Chaloupe                                             |                                                                    | 20° 54′ 03″ sud, 55° 22′ 37″ est     | « PA97400023 » « PA97400026 » | Inscrit        | 1998      | Lazarets de la Grande Chaloupe                                             |
| Cathédrale de Saint-Denis de La Réunion                                    | Avenue de la Victoire                                              | 20° 52′ 38″ sud, 55° 26′ 55″ est     | « PA00105812 »                | Classé         | 1975      | Cathédrale de Saint-Denis de La Réunion                                    |
| Chapelle de l'Immaculée Conception                                         | 10, rue Sainte-Anne                                                | 20° 52′ 56″ sud, 55° 26′ 58″ est     | « PA00105813 »                | Inscrit        | 1988      | Chapelle de l'Immaculée Conception                                         |
| Chapelle du couvent des Brises                                             | 16 chemin des Brises                                               | 20° 52′ 52″ sud, 55° 25′ 30″ est     | « PA97400152 »                | Inscrit        | 2019      | Image manquante Téléverser                                                 |
| Chemin des Anglais                                                         |                                                                    | 20° 53′ 47″ sud, 55° 23′ 02″ est     | « PA97400129 »                | Inscrit        | 2014      | Chemin des Anglais                                                         |
| Infrastructures ferroviaires de Saint-Denis et La Possession               |                                                                    | 20° 53′ 48″ sud, 55° 22′ 34″ est     | « PA97400127 »                | Inscrit        | 2014      | Infrastructures ferroviaires de Saint-Denis et La Possession               |
| Pensionnat de l'Immaculée Conception                                       | 10, rue Sainte-Anne                                                | 20° 52′ 58″ sud, 55° 26′ 58″ est     | « PA00105813 »                | Inscrit        | 1993      | Pensionnat de l'Immaculée Conception                                       |
| Église Notre-Dame-de-la-Délivrance                                         |                                                                    | 20° 52′ 47″ sud, 55° 26′ 36″ est     | « PA97400003 »                | Classé         | 2005      | Église Notre-Dame-de-la-Délivrance                                         |
| Hôtel de préfecture de La Réunion                                          |                                                                    | 20° 52′ 32″ sud, 55° 26′ 46″ est     | « PA00105814 »                | Classé Inscrit | 1970 2006 | Hôtel de préfecture de La Réunion                                          |
| Hôtel de ville de Saint-Denis                                              | 2, rue de Paris                                                    | 20° 52′ 44″ sud, 55° 26′ 54″ est     | « PA00105815 »                | Classé         | 1975      | Hôtel de ville de Saint-Denis                                              |
| Poste centrale de Saint-Denis                                              | 136 rue Juliette Dodu                                              | 20° 52′ 48″ sud, 55° 27′ 05″ est     | « PA97400128 »                | Inscrit        | 2014      | Poste centrale de Saint-Denis                                              |
| Muséum d'histoire naturelle de La Réunion                                  |                                                                    | 20° 53′ 15″ sud, 55° 27′ 06″ est     | « PA00105817 »                | Classé         | 1978      | Muséum d'histoire naturelle de La Réunion                                  |
| Jardin de l'État                                                           |                                                                    | 20° 53′ 12″ sud, 55° 27′ 05″ est     | « PA00105817 »                | Classé         | 1978      | Jardin de l'État                                                           |
| Ancien hôpital Félix-Guyon                                                 | 95, rue Bertin                                                     | 20° 53′ 16″ sud, 55° 26′ 44″ est     | « PA00105836 »                | Inscrit        | 2000      | Ancien hôpital Félix-Guyon                                                 |
| Grand marché de Saint-Denis                                                | Rue du Maréchal-Leclerc ou 21, rue Lucien-Gasparin                 | 20° 52′ 51″ sud, 55° 26′ 52″ est     | « PA97400015 »                | Inscrit        | 1997      | Grand marché de Saint-Denis                                                |
| Immeuble de négoce de la rue Jean-Chatel                                   | 20-22, rue Jean-Chatel                                             | 20° 52′ 36″ sud, 55° 26′ 57″ est     | « PA97400141 »                | Inscrit        | 2016      | Image manquante Téléverser                                                 |
| Maison des Gouverneurs                                                     | 6 chemin Alfred-Mazérieux                                          | 20° 55′ 05″ sud, 55° 27′ 28″ est     | « PA97400142 »                | Inscrit        | 2016      | Image manquante Téléverser                                                 |
| Maison des notaires                                                        | 18, rue Jean-Chatel                                                | 20° 52′ 34″ sud, 55° 26′ 57″ est     | « PA97400004 »                | Inscrit        | 1996      | Maison des notaires                                                        |
| Magasin Aubinais                                                           | 37, rue Jean-Chatel                                                | 20° 52′ 40″ sud, 55° 26′ 59″ est     | « PA00132889 »                | Inscrit        | 1994      | Magasin Aubinais                                                           |
| Maison Hugot                                                               | 6 rue Sainte-Anne                                                  | 20° 52′ 58″ sud, 55° 26′ 54″ est     | « PA97400159 »                | Inscrit        | 2023      | Image manquante Téléverser                                                 |
| Maison Tessier                                                             | 44, rue Jean-Chatel                                                | 20° 52′ 39″ sud, 55° 26′ 58″ est     | « PA97400005 »                | Inscrit        | 1996      | Maison Tessier                                                             |
| Maison du Premier président de la cour d'appel (nom actuel : Villa Lenoir) | 140, rue Juliette-Dodu (accès public actuel : 36, rue Félix Guyon) | 20° 52′ 51″ sud, 55° 27′ 07″ est     | « PA00105819 »                | Classé Inscrit | 1984      | Maison du Premier président de la cour d'appel (nom actuel : Villa Lenoir) |
| Maison Ponama                                                              | 2, rue Roland-Garros                                               | 20° 53′ 02″ sud, 55° 26′ 51″ est     | « PA97400007 »                | Inscrit        | 1996      | Maison Ponama                                                              |
| Maison Fock-Yee                                                            | 41, rue La Bourdonnais                                             | 20° 52′ 33″ sud, 55° 27′ 01″ est     | « PA00105821 »                | Inscrit        | 1988      | Maison Fock-Yee                                                            |
| Maison Kichenin                                                            | 42, rue La Bourdonnais                                             | 20° 52′ 35″ sud, 55° 27′ 01″ est     | « PA00105816 »                | Inscrit        | 1984      | Maison Kichenin                                                            |
| Hôtel Joinville                                                            | Rue des Messageries                                                | 20° 52′ 33″ sud, 55° 26′ 49″ est     | « PA00105837 »                | Inscrit        | 2006      | Hôtel Joinville                                                            |
| Pavillon Badat                                                             | 17, rue de Paris                                                   | 20° 52′ 49″ sud, 55° 26′ 57″ est     | « PA97400133 »                | Inscrit        | 1993      | Pavillon Badat                                                             |
| Villa Déramond-Barre                                                       | 15, rue de Paris                                                   | 20° 52′ 48″ sud, 55° 26′ 58″ est     | « PA00105820 »                | Classé Inscrit | 1987      | Villa Déramond-Barre                                                       |
| Maison Repiquet                                                            | 25, rue de Paris                                                   | 20° 52′ 53″ sud, 55° 26′ 59″ est     | « PA00105841 »                | Inscrit        | 1990      | Maison Repiquet                                                            |
| Maison Timol                                                               | 32, rue de Paris                                                   | 20° 53′ 04″ sud, 55° 27′ 01″ est     | « PA00105840 »                | Inscrit        | 1990      | Maison Timol                                                               |
| Villa Angélique                                                            | 39, rue de Paris                                                   | 20° 52′ 59″ sud, 55° 27′ 01″ est     | « PA97400006 »                | Inscrit        | 1996      | Villa Angélique                                                            |
| Villa du Général                                                           | 49, rue de Paris                                                   | 20° 53′ 04″ sud, 55° 27′ 03″ est     | « PA00125732 »                | Classé         | 1993      | Villa du Général                                                           |
| Maison Macé                                                                | 40, rue Pasteur                                                    | 20° 52′ 44,6″ sud, 55° 27′ 03,2″ est |                               | Inscrit        | 1993      | Maison Macé                                                                |
| Palais Rontaunay                                                           | Rue Rontaunay                                                      | 20° 52′ 32″ sud, 55° 26′ 55″ est     | « PA97400016 »                | Inscrit        | 1997      | Palais Rontaunay                                                           |
| Domaine du Chaudron                                                        |                                                                    | 20° 53′ 22″ sud, 55° 29′ 39″ est     | « PA00105818 »                | Classé Inscrit | 1981      | Domaine du Chaudron                                                        |
| Domaine Bang                                                               | 30, chemin du Case                                                 | 20° 54′ 56″ sud, 55° 30′ 08″ est     | « PA00105845 »                | Inscrit        | 1991      | Domaine Bang                                                               |
| Maison Carrère                                                             | 14, rue de Paris                                                   | 20° 52′ 51″ sud, 55° 26′ 57″ est     | « PA97400027 »                | Inscrit        | 1998      | Maison Carrère                                                             |
| Chapelle Saint-Thomas-des-Indiens                                          | 55, rue Monseigneur-de-Beaumont                                    | 20° 52′ 59″ sud, 55° 27′ 25″ est     | « PA97400024 »                | Inscrit        | 1998      | Chapelle Saint-Thomas-des-Indiens                                          |
| Gare de la Grande Chaloupe                                                 |                                                                    | 20° 53′ 47″ sud, 55° 22′ 37″ est     | « PA97400025 »                | Inscrit        | 1998      | Gare de la Grande Chaloupe                                                 |
| Villa Fourcade                                                             | 1, rue de la Boucle                                                | 20° 53′ 29″ sud, 55° 25′ 05″ est     | « PA97400040 »                | Inscrit        | 2000      | Villa Fourcade                                                             |
| Statue de François Mahé de La Bourdonnais                                  | Place Candide-Azéma                                                | 20° 52′ 31″ sud, 55° 26′ 48″ est     | « PA97400042 »                | Inscrit        | 2000      | Statue de François Mahé de La Bourdonnais                                  |
| Domaine de Montgaillard                                                    |                                                                    | 20° 54′ 50″ sud, 55° 27′ 50″ est     | « PA97400039 »                | Inscrit        | 2000      | Image manquante Téléverser                                                 |
| Maison de la Banque de La Réunion                                          | 37, rue de Paris                                                   | 20° 52′ 58″ sud, 55° 27′ 01″ est     | « PA97400041 »                | Inscrit        | 2000      | Maison de la Banque de La Réunion                                          |
| Maison dite Bossu                                                          | 66, route des Bambous ; route du Brûlé                             | 20° 54′ 38″ sud, 55° 26′ 25″ est     | « PA97400086 »                | Inscrit        | 2006      | Image manquante Téléverser                                                 |
| Maison dite Oudin                                                          | 6, chemin des Noyers                                               | 20° 55′ 11″ sud, 55° 28′ 49″ est     | « PA97400087 »                | Inscrit        | 2006      | Maison dite Oudin                                                          |
| Ancien parc d'artillerie                                                   | 2, rue Juliette-Dodu ou 15, rue de Nice                            | 20° 52′ 23″ sud, 55° 26′ 58″ est     | « PA97400085 »                | Inscrit        | 2006      | Ancien parc d'artillerie                                                   |
| Ancienne caserne d'artillerie                                              | 1, rue Jean-Chatel                                                 | 20° 52′ 23″ sud, 55° 26′ 55″ est     | « PA97400084 »                | Inscrit        | 2006      | Ancienne caserne d'artillerie                                              |
| Ancien génie militaire                                                     | 3-8, place Sarda-Garriga                                           | 20° 52′ 24″ sud, 55° 26′ 54″ est     | « PA97400091 »                | Inscrit        | 2007      | Ancien génie militaire                                                     |
| Ancien hôpital militaire de Saint-Denis                                    | 26, avenue de la Victoire                                          | 20° 52′ 41″ sud, 55° 26′ 51″ est     | « PA97400092 »                | Inscrit        | 2007      | Ancien hôpital militaire de Saint-Denis                                    |
| Caserne Lambert                                                            |                                                                    | 20° 52′ 44″ sud, 55° 26′ 28″ est     | « PA97400090 »                | Inscrit Classé | 2007 2023 | Image manquante Téléverser                                                 |
| Mausolées de La Redoute                                                    |                                                                    | 20° 52′ 53″ sud, 55° 26′ 39″ est     | « PA97400093 »                | Inscrit        | 2007      | Mausolées de La Redoute                                                    |
| Chapelle de La Redoute                                                     |                                                                    | 20° 52′ 58″ sud, 55° 26′ 34″ est     | « PA97400094 »                | Inscrit        | 2007      | Image manquante Téléverser                                                 |
| Redoute Bourbon                                                            |                                                                    | 20° 52′ 55″ sud, 55° 26′ 33″ est     | « PA97400095 »                | Classé         | 2018      | Redoute Bourbon                                                            |
| Colonne de la Victoire                                                     | Avenue de la Victoire ou rue de Paris                              | 20° 52′ 42″ sud, 55° 26′ 54″ est     | « PA97400096 »                | Inscrit        | 2007      | Colonne de la Victoire                                                     |
| Îlet à Guillaume                                                           |                                                                    | 20° 56′ 58″ sud, 55° 24′ 42″ est     | « PA97400097 »                | Inscrit        | 2008      | Îlet à Guillaume                                                           |
| Château Morange                                                            | Boulevard Doret                                                    | 20° 53′ 31″ sud, 55° 27′ 43″ est     | « PA97400099 »                | Inscrit        | 2010      | Château Morange                                                            |
| Direction de l'agriculture et de la forêt de La Réunion                    | 308, boulevard de la Providence                                    | 20° 53′ 40″ sud, 55° 27′ 24″ est     | « PA97400109 »                | Inscrit        | 2011      | Image manquante Téléverser                                                 |
| Immeuble Ah-Sing                                                           | Angle des rues Félix Guyon et du Maréchal-Leclerc                  | 20° 52′ 46″ sud, 55° 27′ 19″ est     | « PA97400110 »                | Inscrit        | 2011      | Immeuble Ah-Sing                                                           |
| La Vallée Heureuse                                                         | 122, route des Azalées                                             | 20° 55′ 22″ sud, 55° 26′ 12″ est     | « PA97400112 »                | Inscrit        | 2012      | Image manquante Téléverser                                                 |
| Maison Géry                                                                | 23, rue Sainte-Anne                                                | 20° 52′ 55″ sud, 55° 27′ 01″ est     | « PA97400113 »                | Inscrit        | 2012      | Maison Géry                                                                |
| Maison Turquet                                                             | 40, rue Roland-Garros                                              | 20° 52′ 59″ sud, 55° 27′ 02″ est     | « PA97400114 »                | Inscrit        | 2012      | Maison Turquet                                                             |
| Cimetière du Père Raimbault                                                | Chemin du Père-Raimbault, Saint-Bernard                            | 20° 54′ 23″ sud, 55° 24′ 02″ est     | « PA97400134 »                | Inscrit        | 2015      | Image manquante Téléverser                                                 |
| Léproserie de Saint-Bernard                                                | 146, chemin du Père-Raimbault, Saint-Bernard                       | 20° 54′ 28″ sud, 55° 24′ 04″ est     | « PA97400135 »                | Inscrit        | 2015      | Léproserie de Saint-Bernard                                                |
| Maison Boyer-Vidal                                                         | 72, rue Roland-Garros                                              | 20° 52′ 55″ sud, 55° 27′ 17″ est     | « PA97400136 »                | Inscrit        | 2015      | Image manquante Téléverser                                                 |
| Domaine de Beaubassin                                                      | 71 chemin Alfred Mazérieux                                         | 20° 55′ 31″ sud, 55° 27′ 20″ est     | « PA97400146 »                | Inscrit        | 2018      | Image manquante Téléverser                                                 |
| Maison Drouhet                                                             | 11 allée des Citrines                                              | 20° 54′ 06″ sud, 55° 26′ 49″ est     | « PA97400156 »                | Inscrit        | 2023      | Image manquante Téléverser                                                 |
| Siège de la Société d’Équipement du Département de La Réunion (SEDRé)      | 53 rue de Paris                                                    | 20° 53′ 06″ sud, 55° 27′ 04″ est     | « PA97400157 »                | Inscrit        | 2023      | Image manquante Téléverser                                                 |